# 미야와카시
미야와카시(일본어: 宮若市)는 일본 후쿠오카현 지쿠호, 무나카타 지방에 있는 시이다.

## 지리
후쿠오카현 지쿠호 지방 북부, 조쿠안 지구 서부에 위치한다. 무나카타시의 남쪽, 기타큐슈시와 후쿠오카시의 중간에 위치하고 기타큐슈 도시권과 후쿠오카 도시권 양쪽 모두 속한다. 후쿠오카시에서 북동쪽으로 약 35km, 기타큐슈시 고쿠라키타구에서 남서쪽으로 약 35km 거리이다. 역사적으로 고대부터 무나카타시와의 관계가 강한 도시이다.
또한 기타큐슈·후쿠오카 양 도시권의 통근 통학권 내이며 구 미야타정 지역은 기타큐슈 도시권의 10% 도시권에 있고 구 와카미야정 지역은 후쿠오카 도시권의 5% 권역이다. 시내에는 토요타 자동차 규슈 공장이 있고 거기에 관련된 기업도 입지하고 있다. 그 때문에 2005년도의 재정력 지수는 0.64로 지쿠호 지방의 자치체 중에서는 가장 높았다.

## 인접하는 자치체
- 무나카타시
- 노가타시
- 이즈카시
- 고가시
- 후쿠쓰시
- 구라테군 구라테정, 고타케정
- 가스야군 히사야마정, 사사구리정

## 역사
- 2006년 2월 11일 - 구라테군 미야타정, 와카미야정이 합병해 시로 승격하여 미야와카시가 되었다.

## 경제
메이지 시대에 석탄 채굴이 시작되어 구 미야타정에 있던 지쿠호 최대의 탄광인 가이지마 탄광을 시작으로 많은 탄광이 개발되어 탄광 도시로 발전했다. 그러나 1960년대부터 시작된 에너지 혁명의 영향을 받아 1976년까지 모든 탄광이 폐광해 마을은 쇠퇴하였다.
이후 탄광 철거지에 공업단지를 조성해 공장 유치를 도모했고 1992년에 토요타 자동차가 규슈 공장 가동을 개시했다. 토요타 자동차 규슈 공장은 2005년부터 생산량을 늘려 관련 기업이 진출했다.

## 교통

### 도로
- 규슈 자동차도

### 철도
산요 신칸센이 지나고는 있지만, 역은 없다.